# Salbit
Salbit (arab. سلبيت) – nieistniejąca już arabska wieś, która była położona w Dystrykcie Ramli w Mandacie Palestyny. Wieś została wyludniona i zniszczona podczas I wojny izraelsko-arabskiej, po ataku Sił Obronnych Izraela w dniu 16 lipca 1948.

## Położenie
Salbit leżała w północno-wschodniej części doliny Ajalon. Według danych z 1945 do wsi należały ziemie o powierzchni 6 111 ha. We wsi mieszkało wówczas 510 osób.
| własność gruntów | powierzchnia gruntów (hektary) |
| ---------------- | ------------------------------ |
| Arabowie         | 6 105                          |
| Żydzi            | 0                              |
| publiczne        | 6                              |
| Razem            | 6 111                          |

| Rodzaj użytkowanych gruntów | Arabowie (hektary) | Żydzi (hektary) |
| --------------------------- | ------------------ | --------------- |
| uprawy nawadniane           | 16                 | 0               |
| uprawy zbóż                 | 4 066              | 0               |
| nieużytki                   | 1 998              | 0               |
| zabudowane                  | 31                 | 0               |

## Historia
Wieś Salbit jest utożsamiana z biblijnym miastem Szaalabbin (lub Szaalbin), które było położone o 5 kilometrów na północny zachód od miasta Ajalon (późniejsza wieś Jalu). Na przełomie IV-V wieku tutejszą osadę zamieszkiwała społeczność Samarytan. Z okresu tego pochodzą pozostałości odnalezionej synagogi z mozaikami podłogowymi.
Współczesna wieś arabska powstała prawdopodobnie na początku XX wieku. W okresie panowania Brytyjczyków Salbit była niewielką wsią. We wsi znajdował się jeden meczet i szkoła dla chłopców, w której w 1947 uczyło się 45 uczniów.
Podczas wojny domowej w Mandacie Palestyny do wsi Salbit uciekło wielu arabskich uchodźców z miast Lod i Ramla. Znajdowali tutaj schronienie i oczekiwali na ciężarówki, które ich następnie przewoziły w rejon Ramallah. W rejonie wsi działały siły arabskich milicji, które atakowały żydowskie konwoje do Jerozolimy. Podczas I wojny izraelsko-arabskiej, w nocy z 15 na 16 lipca 1948 do wsi weszli izraelscy żołnierze (operacja Danny). Zmusili oni wszystkich mieszkańców do opuszczenia wioski, a domy wysadzili.

## Miejsce obecnie
Na gruntach należących do Salbit powstał w 1951 kibuc Sza’alwim, a w 1994 wieś Nof Ajjalon.
Palestyński historyk Walid Chalidi, tak opisał pozostałości wioski Salbit: „Nic nie zachowało się, z wyjątkiem niektórych roślin i kaktusów”.